# 잠비아의 국기

잠비아의 국기 가로세로 비율 2:3

잠비아의 국기는 1964년 10월 24일에 제정되었으며, 현재의 국기는 1996년에 국기의 색 농도를 수정한 형태의 국기이다.
초록색은 천연자원을, 빨간색은 자유를 향한 투쟁을, 검은색은 잠비아의 국민을, 주황색은 풍부한 광물자원을 의미하며, 빨간색, 검은색, 주황색 세 가지 색의 세로 줄무늬 위에 그려진 독수리는 나라의 고난을 이겨내는 국민의 힘을 의미한다.

## 색상
| 색상 | 초록               | 빨강                | 검정            | 주황                |
| ---- | ------------------ | ------------------- | --------------- | ------------------- |
| RGB  | 25–138–0 (#198A00) | 222–32–16 (#DE2010) | 0–0–0 (#000000) | 239–125–0 (#EF7D00) |

## 그 외의 깃발

대통령기
공군기

## 역대 잠비아의 국기

북로디지아의 기 (1924년-1964년)
로디지아 니아살랜드 연방의 기 (1953년-1964년)
잠비아의 국기 (1964년-1996년)

## 같이 보기
- 잠비아의 국장